# اليون
اليون ( تلفظ بالإسبانية: ‎/ajˈʎon/‏ ) هي بلدية تقع في مقاطعة شقوبية في قشتالة وليون بإسبانيا. بلغ عدد سكان البلدية 1196 نسمة وفقًا لتعداد عام 2019 (INE).

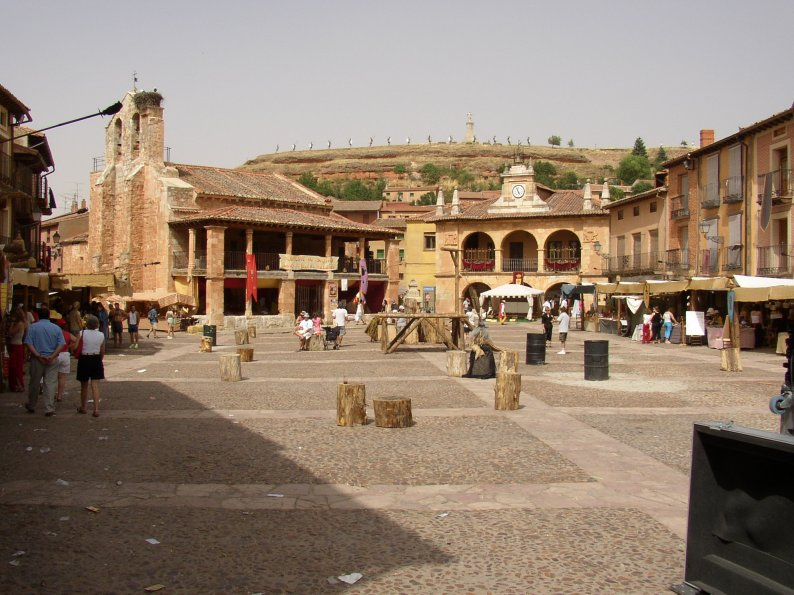
الساحة الرئيسية مع سوق القرون الوسطى.